# Albert Marquet

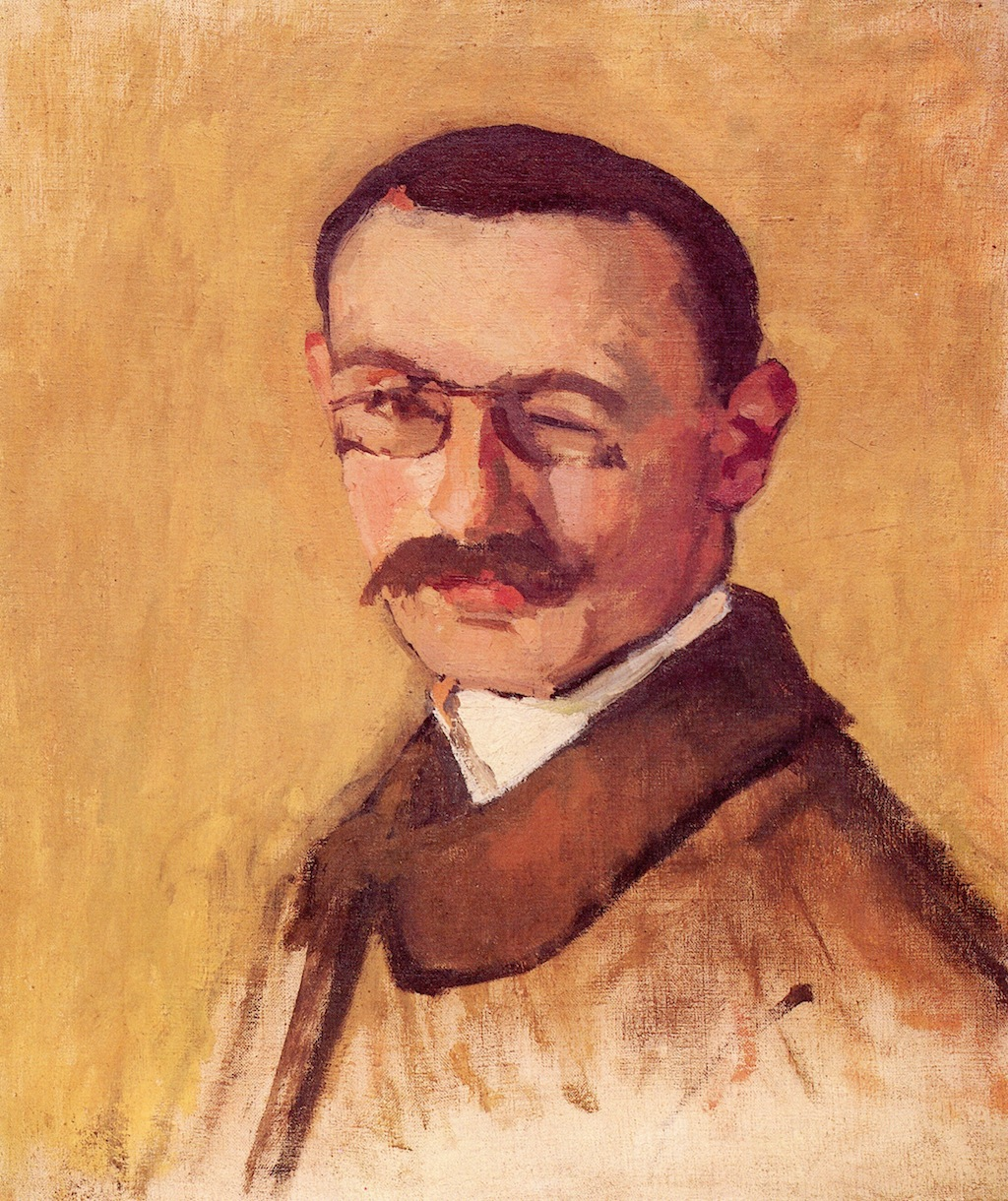
Selbstporträt, 1904

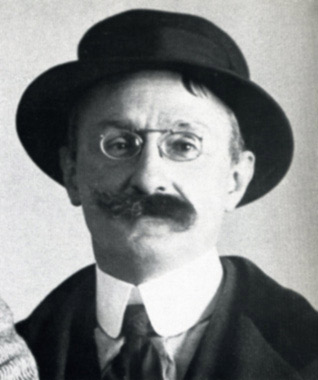
Albert Marquet in den 1920er Jahren

Pierre Léopold Albert Marquet (* 26. März 1875 in Bordeaux; † 14. Juni 1947 in Paris) war ein französischer Maler. Er gilt als Mitbegründer des Fauvismus.

## Leben und Werk
Marquet war ein Sohn des Bahnangestellten Joseph Marquet und seiner Frau Marguerite, geb. Deyres. Der Vater stammte ursprünglich aus Lothringen, die Mutter aus der Gironde. Marquet besuchte zunächst das Lyzeum seiner Heimatstadt Bordeaux und zog 1890 mit seiner Mutter nach Paris, die dort ein Geschäft eröffnete. Dort begann Marquet seine künstlerische Ausbildung bereits mit 15 Jahren mit einem Studium an der École nationale des arts décoratifs (Kunstgewerbeschule). 

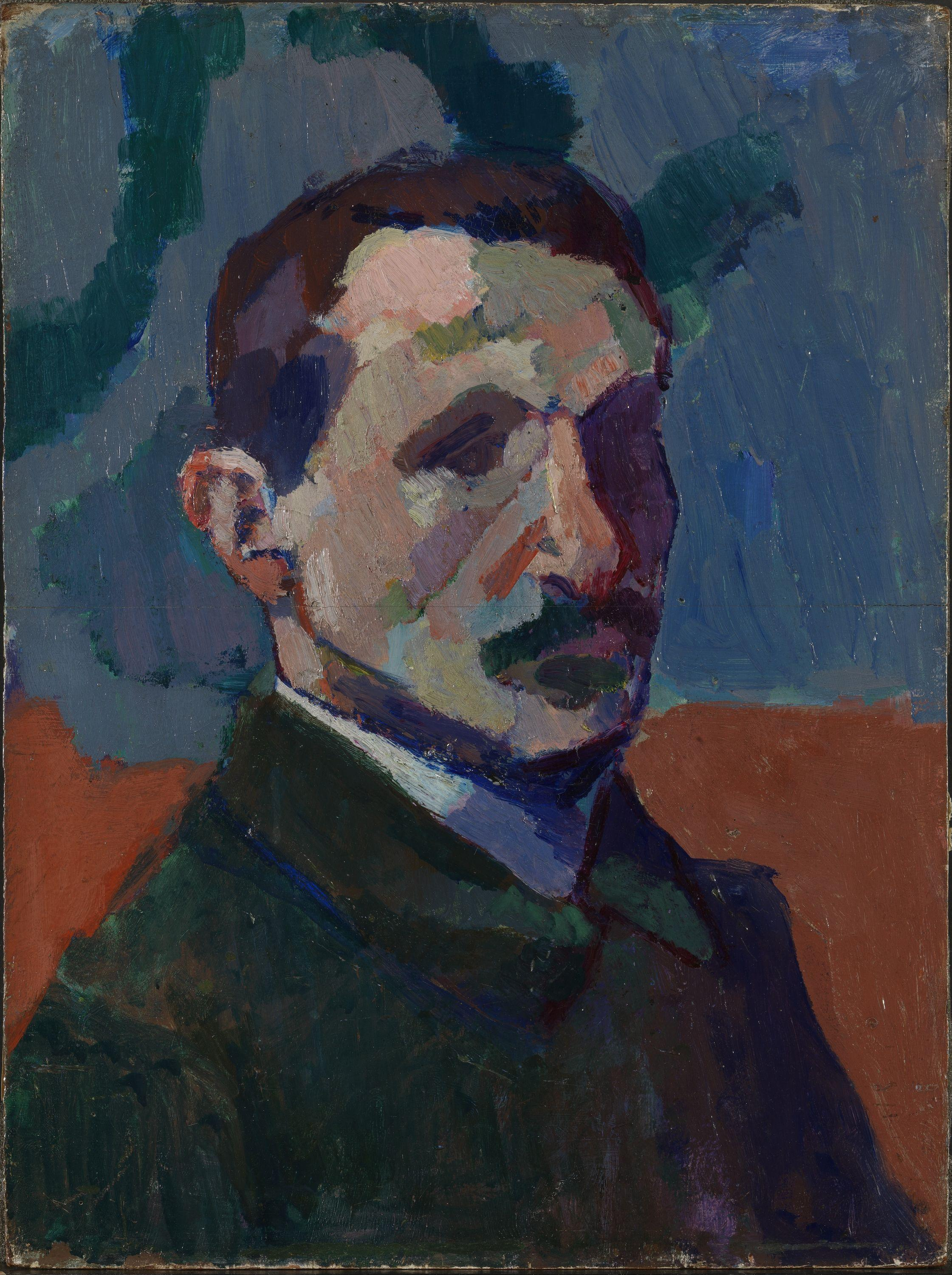
Henri Matisse: Porträt Albert Marquet, um 1905

1892 lernte er Henri Matisse kennen, mit dem ihn eine lebenslange Freundschaft verband. 1895 wechselte er an die École des Beaux-Arts, wo Gustave Moreau sein Lehrer wurde. Nach Moreaus Tod (1898) schrieben sich Marquet und Matisse an einer Privatakademie in der Rue de Rennes ein. Im Mai 1899 hatte Marquet im Salon de la Société nationale des beaux-arts seine erste Ausstellung.
Marquet und Matisse arbeiteten im Jahr 1900 gemeinsam an den Dekorationen für den Grand Palais der Pariser Weltausstellung. 1902 fand in der Galerie Berthe Weill die erste gemeinsame Ausstellung der beiden statt. 1905 stellte Marquet im Pariser Salon d’Automne gemeinsam mit Maurice de Vlaminck, André Derain, Henri Matisse und anderen Künstlern aus. Die Ausstellung führte zu einem Skandal, der den Kunstkritiker Louis Vauxcelles zur Prägung des Begriffs „Fauvismus“ inspirierte. Aus dieser Zeit stammen auch die ersten Gemälde des Künstlers, die mit ihren dekorativen, starken Farben ganz dem Stilempfinden der neuen Kunstrichtung entsprachen.

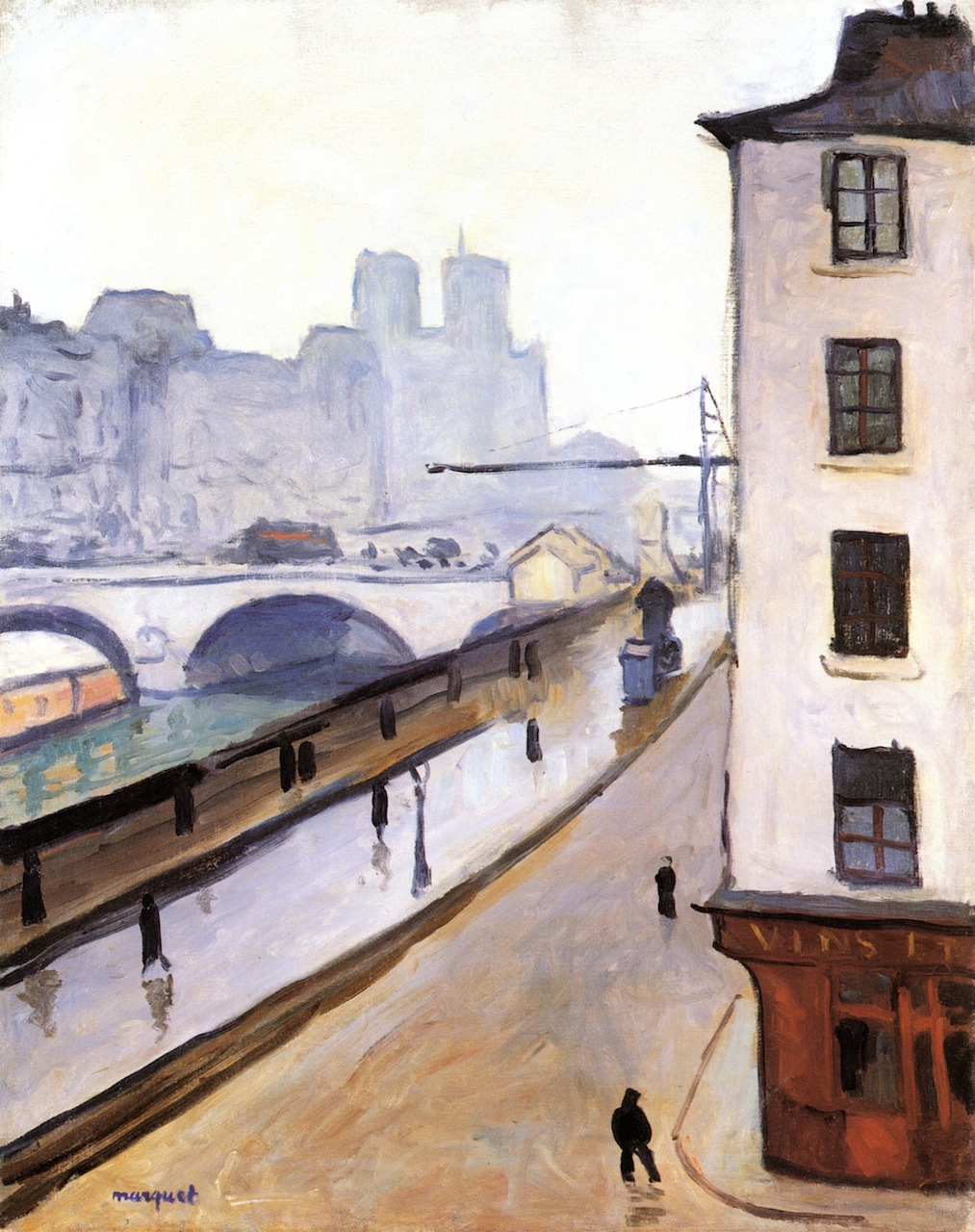
Le Pont Saint-Michel et Notre Dame (1905)
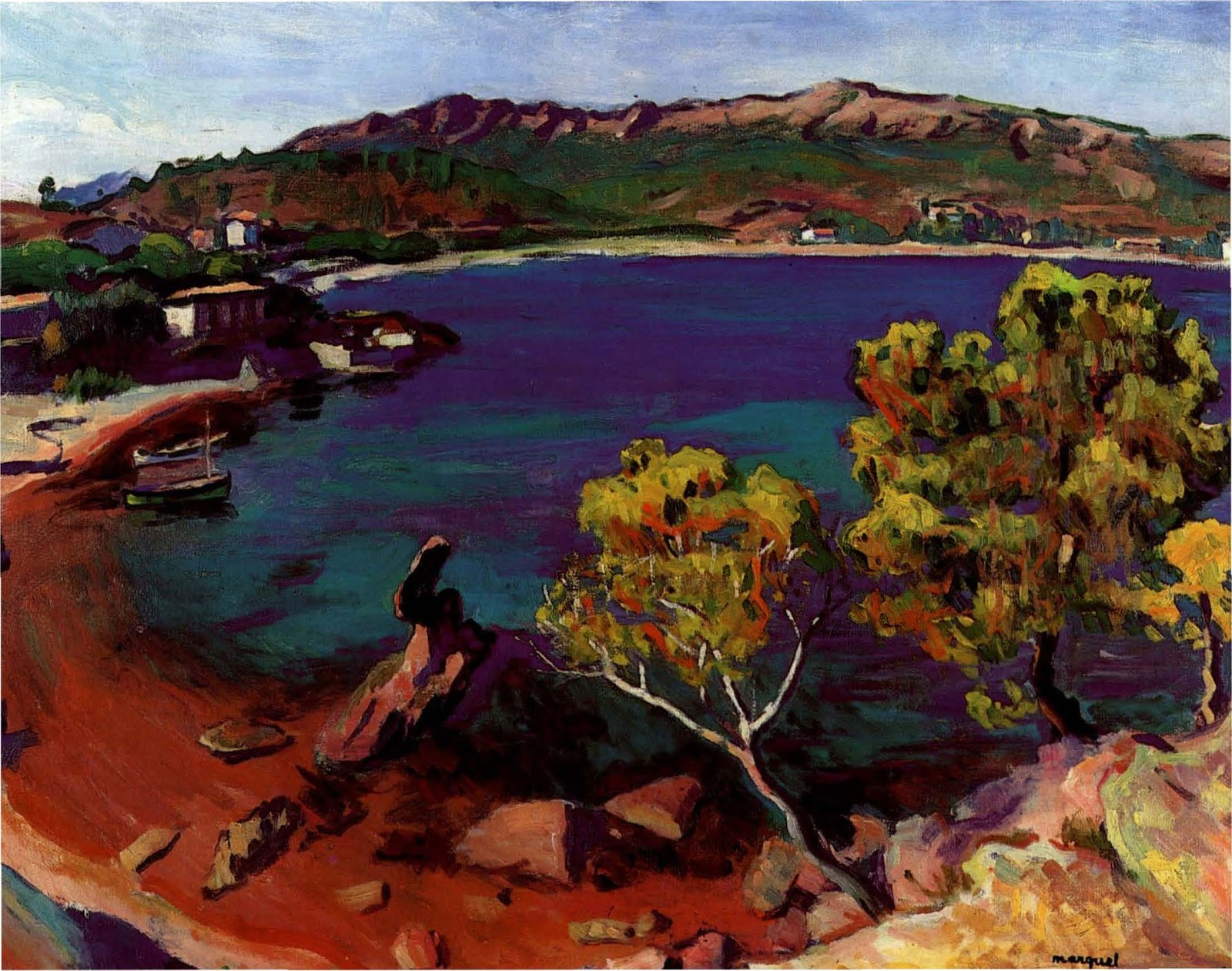
Paysage du Midi (1906)
Le sergent de la coloniale (um 1906/07), Musée des Beaux-Arts de Bordeaux
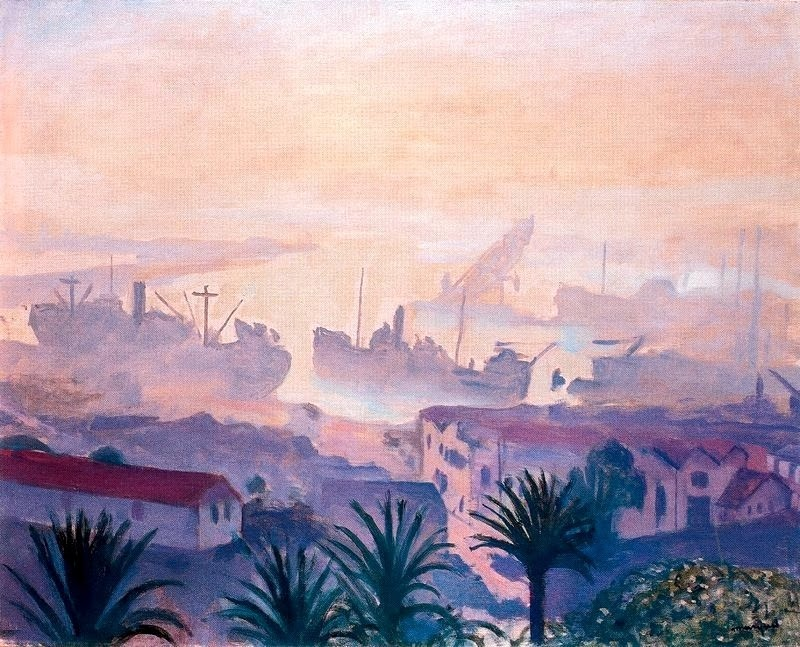
Le port d’Alger dans la brume (1943)

Ab 1906 unternahm Marquet ausgedehnte Reisen durch Europa, unter anderem besuchte er Frankreich, Deutschland, Russland und Skandinavien. 1920 hielt er sich erstmals in Algier auf, von wo seine spätere Frau Marcelle Martinet stammt. Auch im tunesischen Sidi Bou Saïd malte er. 1923 heiratete das Paar. Bei einer Nilkreuzfahrt entstanden 1928 Bilder von der Insel Elephantine und aus Assuan. Von 1940 bis 1945 lebte er dauerhaft in Algier. Erst danach kehrte er endgültig nach Paris zurück, wo er der Kommunistischen Partei Frankreichs beitrat. Marquet starb 1947.
Der lange in Paris lebende russische Schriftsteller Ilja Ehrenburg schildert den kleingewachsenen Maler als schlicht und bescheiden. „Die Annehmlichkeiten des Lebens waren ihm völlig gleichgültig.“ Er habe kommunistischen Ideen nahegestanden, jedoch von Politik nichts wissen wollen. „An seinen Bildern verblüfft die Kargheit der Ausdrucksmittel; sie sind schwierig in ihrer Einfachheit, kunstvoll in ihrer Herzenseinfalt. Ein wenig Grau, Blau und Grün – und die Welt lebt auf.“
Marquet schuf überwiegend Landschaftsdarstellungen und Stadtansichten. Zu seinen wenigen Porträts gehört das in zwei Fassungen überlieferte Le Sergent de la coloniale (Bordeaux, Musée des Beaux-Arts, und New York, Metropolitan Museum of Art). Einige von Marquets Werken wurden postum auf der documenta II (1959) und der documenta III im Jahr 1964 in Kassel gezeigt.
Die Académie royale des Sciences, des Lettres et des Beaux-Arts de Belgique (Classe des Beaux-Arts) nahm ihn 1947 als assoziiertes Mitglied auf.